# Кротов, Вячеслав Александрович
Вячесла́в Алекса́ндрович Кро́тов (род. 14 февраля 1993, Астрахань) — российский футболист, вингер. Сын футболиста, тренера и менеджера Александра Кротова.

## Клубная карьера
27 июня 2012 года отправился на просмотр в московский «Спартак». 20 июля 2012 года заключил контракт с клубом. 10 мая 2013 года в матче против «Крыльев Советов» Кротов дебютировал в РФПЛ. 5 сентября 2014 года участвовал в матче открытия первого в истории клуба «Спартак» стадиона, где «Спартак» сыграл вничью (1:1) с сербской командой «Црвена звезда» из Белграда. В этом матче вышел на замену. 11 мая 2015 года в матче против грозненского «Терека» Вячеслав забил первый мяч за «Спартак».
31 августа 2015 года перешёл в «Уфу», сумма трансфера составила € 500,000. 23 сентября оформил дубль в кубковом матче против «Сахалина». 7 ноября 2015 года забил первый гол за «Уфу» в Премьер-лиге, отличившись в домашнем матче против «Амкара» (2:1). 2 июня 2019 года в ответном стыковом матче против «Томи» встал на ворота после удаления основного голкипера Александра Беленова и играл в его футболке. «Уфа» проиграла (0:1), но сохранила место в РПЛ, так как выиграла в первом стыковом матче (2:0). 31 мая 2022 года покинул клуб в связи с истечением срока контракта, всего с 2015 по 2022 год провёл за «Уфу» 167 матчей, забил 14 мячей и отдал 17 результативных передач.
17 июня 2022 года на правах свободного агента перешёл в «Пари Нижний Новгород», подписав контракт на два года. 17 июля того же года в дебютном матче за нижегородский клуб против московского «Локомотива» (1:1) забил мяч, тем самым добыв ничью для команды.

## Карьера в сборной
13 марта 2015 года Кротов попал в расширенный список национальной команды на матчи против сборных Черногории и Казахстана.

## Достижения
«Спартак» (Москва)
- Победитель молодёжного первенства России: 2012/13

«Спартак-2» (Москва)
- Победитель Первенства ПФЛ: 2014/15 (зона «Запад»)